# Z, mint zombi
A Z, mint zombi (Z Nation) amerikai horrorsorozat, melyet a The Asylum adott ki, és az USA-ban a Syfy, Magyarországon a Viasat 6 sugározza. 
A vélemények megoszlanak a műsorról. A zombi- és horror-rajongók szeretik, és a Walking Deadhez hasonlítják, a kritikusok viszont már elég rossznak találják. A Metacriticen a nézők csupán 48%-a szereti a sorozatot (igaz csupán 11 szavazat alapján).

## Történet
A történet szerint egy vírus kiírtotta az emberiséget, és már csak a zombik maradtak. Mindössze egy maroknyi túlélő maradt, akiknek az egyetlen immunis túlélőt, Murphyt élve kell eljuttatniuk New Yorkból Kaliforniába. A férfi vére ugyanis olyan antitesteket tartalmaz, ami a túlélők egyetlen esélye lehet egy ellenszer elkészítésére. Murphy azonban olyan titkokat tud, ami mindannyiuk életét veszélybe sodorhatja.

## Szereposztás
| Színész                | Szereplő                    | Évad            | Évad            | Évad            | Évad            | Évad            |
| Színész                | Szereplő                    | 1               | 2               | 3               | 4               | 5               |
| ---------------------- | --------------------------- | --------------- | --------------- | --------------- | --------------- | --------------- |
| Kellita Smith          | Roberta Warren hadnagy      | Főszereplő      | Főszereplő      | Főszereplő      | Főszereplő      | Főszereplő      |
| DJ Qualls              | Z Polgártárs, Simon         | Főszereplő      | Főszereplő      | Főszereplő      | Főszereplő      | Főszereplő      |
| Keith Allan            | Bernard Murphy              | Főszereplő      | Főszereplő      | Főszereplő      | Főszereplő      | Főszereplő      |
| Anastasia Baranova     | Addison Grace "Addy" Carver | Főszereplő      | Főszereplő      | Főszereplő      | Vendég          | Főszereplő      |
| Russell Hodgkinson     | Steven "Doki" Beck          | Főszereplő      | Főszereplő      | Főszereplő      | Főszereplő      | Főszereplő      |
| Nat Zang               | "10 ezer" - Tomas           | Főszereplő      | Főszereplő      | Főszereplő      | Főszereplő      | Főszereplő      |
| Michael Welch          | Mack Thompson               | Főszereplő      | Vendég          | Does not appear | Does not appear | Does not appear |
| Pisay Pao              | Cassandra                   | Főszereplő      | Főszereplő      | Vendég          | Does not appear | Does not appear |
| Tom Everett Scott      | Charles Garnett őrmester    | Főszereplő      | Does not appear | Does not appear | Does not appear | Does not appear |
| Matt Cedeño            | Avier Vasquez               | Does not appear | Főszereplő      | Vendég          | Does not appear | Does not appear |
| Emilio Rivera          | Hector "Escorpion" Alvarez  | Does not appear | Visszatérő      | Főszereplő      | Does not appear | Does not appear |
| Joseph Gatt            | A Férfi                     | Does not appear | Does not appear | Főszereplő      | Does not appear | Does not appear |
| Sydney Viengluang      | Sun Mei                     | Does not appear | Does not appear | Főszereplő      | Vendég          | Főszereplő      |
| Ramona Young           | Kaya                        | Does not appear | Does not appear | Főszereplő      | Főszereplő      | Főszereplő      |
| Natalie Jongjaroenlarp | Red                         | Does not appear | Does not appear | Főszereplő      | Vendég          | Főszereplő      |
| Holden Goyette         | "Nature Boy" - 5K           | Does not appear | Does not appear | Főszereplő      | Vendég          | Does not appear |
| Grace Phipps           | Lily "Sarge" őrmester       | Does not appear | Does not appear | Does not appear | Főszereplő      | Főszereplő      |
| Henry Rollins          | Mueller hadnagy             | Does not appear | Does not appear | Does not appear | Vendég          | Does not appear |
| Tara Holt              | Lucy Serena Murphy          | Does not appear | Vendég          | Visszatérő      | Főszereplő      | Does not appear |
| Katy O'Brian           | Georgia "George" St. Clair  | Does not appear | Does not appear | Does not appear | Does not appear | Főszereplő      |
| Mario Van Peebles      | Martin Cooper               | Does not appear | Does not appear | Does not appear | Does not appear | Főszereplő      |
| Jack Plotnick          | Roman Estes                 | Does not appear | Does not appear | Does not appear | Does not appear | Főszereplő      |
| Lydia Hearst           | Pandora                     | Does not appear | Does not appear | Does not appear | Does not appear | Főszereplő      |

## Évadok
5 ÉVAD - Befejező